# Eleanor Burford
Eleanor Alice Burford (Londra, 1º settembre 1906 – 18 gennaio 1993) è stata una scrittrice britannica.
Fu l'autrice di circa 200 romanzi, venduti in oltre 100 milioni di copie in 20 lingue. In gran parte si tratta di romanzi ambientati nel passato, in cui fatti storici sono mescolati a invenzioni letterarie. Accuratezza e qualità della scrittura le valsero il plauso della critica oltre al successo di vendite.
Si firmò con diversi pseudonimi, tipicamente secondo i generi delle opere. I romanzi che avevano come soggetto le storie di famiglie reali vennero pubblicati come Jean Plaidy, quelli di carattere gotico come Victoria Holt e quelli che trattavano saghe familiari che si snodavano per diverse generazioni come Philippa Carr. Con altri pseudonimi (il suo nome da nubile Eleanor Burford, Elbur Ford, Kathleen Kellow, Ellalice Tate e Anna Percival) scrisse opere di altro genere, come romanzi sentimentali e gialli. 

## Biografia
Eleanor Alice Burford nacque a Canning Town, un sobborgo dell'East End. Rimase molto affeziona a Londra, di cui scrisse: "Mi considero molto fortunata ad essere stata nata e cresciuta a Londra e di aver avuto a poca distanza da me le reliquie di 2000 anni di storia ancora facilmente trovabili nelle strade. Uno dei miei più grandi piaceri è stato, ed è tuttora, esplorare Londra." Il padre Joseph era un lavoratore portuale con un grande amore per la letteratura, che trasmise alla figlia. La madre si chiamava Alice Tate, da cui derivò uno dei suoi pseudonimi. La salute cagionevole la obbligò presto a venir educata a casa. Dai 16 anni frequentò una scuola professionale in cui apprese la stenografia, la dattilografia e le lingue. Lavorò quindi come assistente in una gioielleria e interprete di francese e tedesco per turisti.
Si sposò con George Percival Hibbert, un commerciante all'ingrosso di pelli più vecchio di 20 anni con cui condivideva l'amore per i libri e la lettura. Durante la seconda guerra mondiale i due vissero in un cottage in Cornovaglia affacciato sulla baia di Plaidy, da cui derivò un altro pseudonimo.
Negli anni Trenta scrisse nove romanzi di introspezione psicologica, ma nessun editore accettò di pubblicarli. Nel frattempo scriveva anche racconti per quotidiani come il Daily Mail e riviste per donne. Fu un redattore del Daily a suggerirle di scrivere romanzi più vendibili al grande pubblico, ad esempio romanzi rosa. Fu così che dopo aver letto 50 dei romanzi in voga per ispirarsi nel 1941 pubblicò firmandosi con il nome da nubile il suo primo libro, Daughter of Anna, e firmò il suo primo contratto con la Herbert Jenkins per pubblicare un libro all'anno.

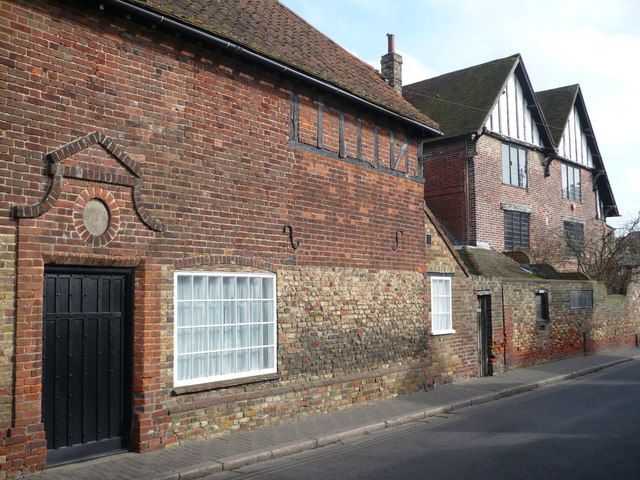
Il King's Lodging a Sandwich.

Morto il marito nel 1966, tra il 1974 e il 1978 Eleanor acquistò un maniero nel Kent, nel quale spiccavano un caminetto e una scala di epoca Tudor. Lo restaurò e lo denominò King's Lodging, sostenendo che avesse ospitato a suo tempo Enrico VIII ed Elisabetta I. Ben presto si accorse che era troppo grande e lontano dal Londra per i suoi gusti. Si spostò quindi in un appartamento di lusso che si affacciava su Hyde Park e sulla Royal Albert Hall, condividendolo con Molly Pascoe, che la accompagnava anche nei suoi lunghi viaggi.
Eleanor infatti amava trascorrere le estati nel cottage in Cornovaglia, ma da una certà età in poi prese l'abitudine di trascorrere i mesi invernali in crociera nei climi caldi, spingendosi fino al Sudafrica e all'Australia, utilizzando i luoghi da lei visitati come ambientazioni dei suoi romanzi. Morì il 18 gennaio 1993 nel Mediterraneo, durante una crociera sulla 
Sea Princess, lungo la rotta tra la Grecia e l'Egitto.
Nei suoi romanzi si ravvisano influenze che vanno dalle sorelle Brontë a George Eliot, da Charles Dickens a Victor Hugo e Lev Tolstoj.